# Таємниці (фільм, 1924)
Таємниці (англ. Secrets) — американська драма режисера Френка Борзегі 1924 року.

## Сюжет
Після 40 років боротьби на кордоні штату Вайомінг, жінка відбивається від важкого життя з невірним чоловіком.

## У ролях
- Норма Толмадж — Мері Карлтон
- Юджин О'Брайєн — Джон Карлтон
- Паттерсон Діал — Сюзан
- Емілі Фіцрой — місіс Марлоу
- Клер Макдауелл — Елізабет Ченнінг
- Джордж Ніколс — Вільям Марлоу
- Харві Кларк — Боб
- Чарльз Огл — доктор Макговерн
- Дональд Кіт — Джон Карлтон-молодший (1888)
- Еліс Дей — Бланш Карлтон (1888)
- Вінстон Міллер — Роберт Карлтон (1888)
- Френк Елліотт — Роберт Карлтон (1923)
- Джордж Коул — Джон Карлтон-молодший (1923)